# Canyon Oak Creek
Pour les articles homonymes, voir Oak Creek.
Le canyon Oak Creek, en anglais Oak Creek Canyon, est une gorge des États-Unis, en Arizona, creusée par la Oak Creek, un affluent indirect du fleuve Colorado.

## Géographie
La gorge est située dans le Sud-Ouest des États-Unis, dans le centre de l'Arizona. Administrativement, elle fait partie du comté de Coconino. Orientée nord-sud entre les villes de Flagstaff au nord et Sedona au sud, elle est creusée par la Oak Creek dans le rebord Sud-Ouest du plateau du Colorado composé de grès et de basalte.
Le fond de la gorge est emprunté par l'Arizona State Route 89A qui relie Prescott à Flagstaff.

## Histoire

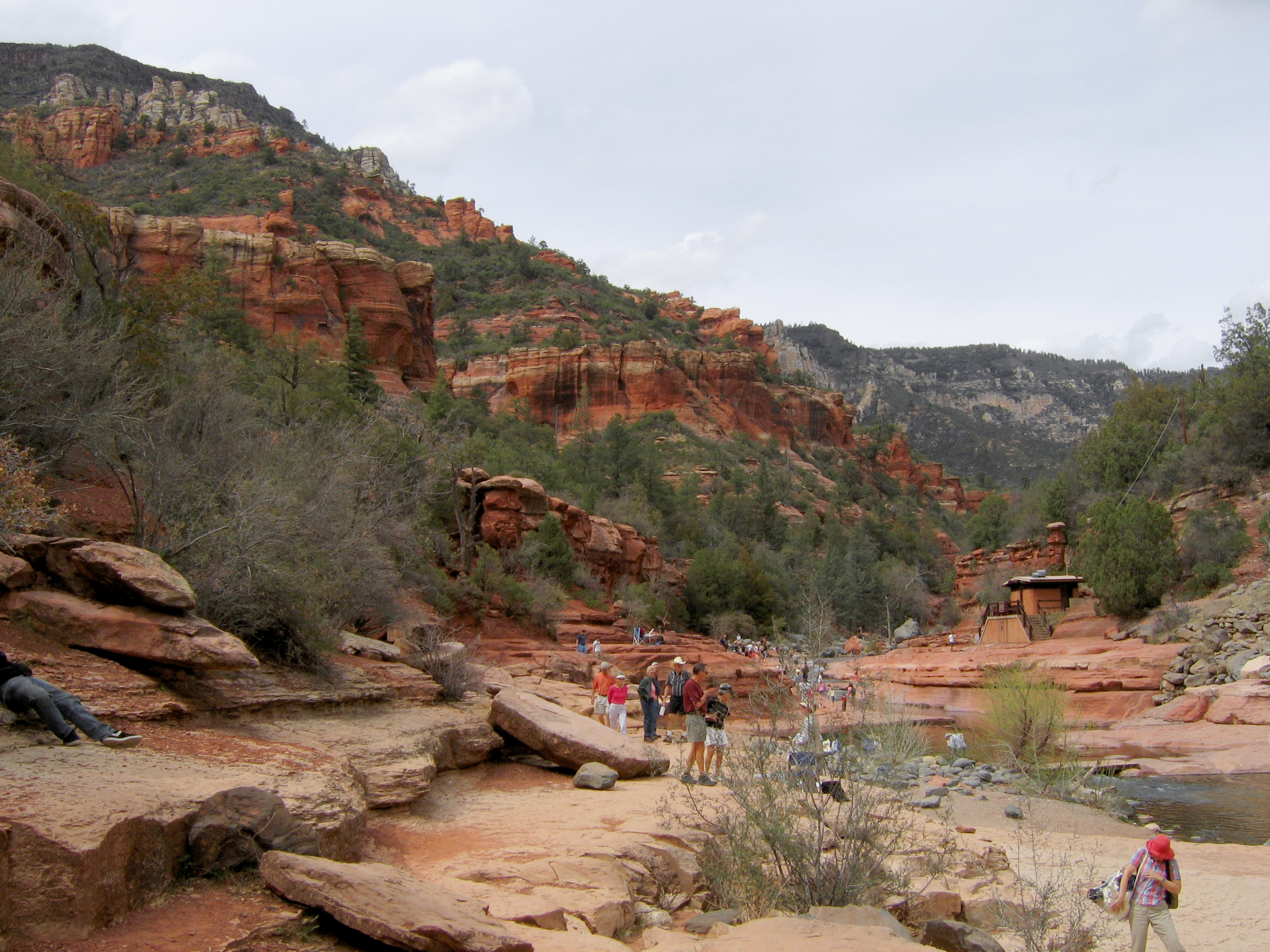
Vue du fond de la gorge au parc d'État de Slide Rock.

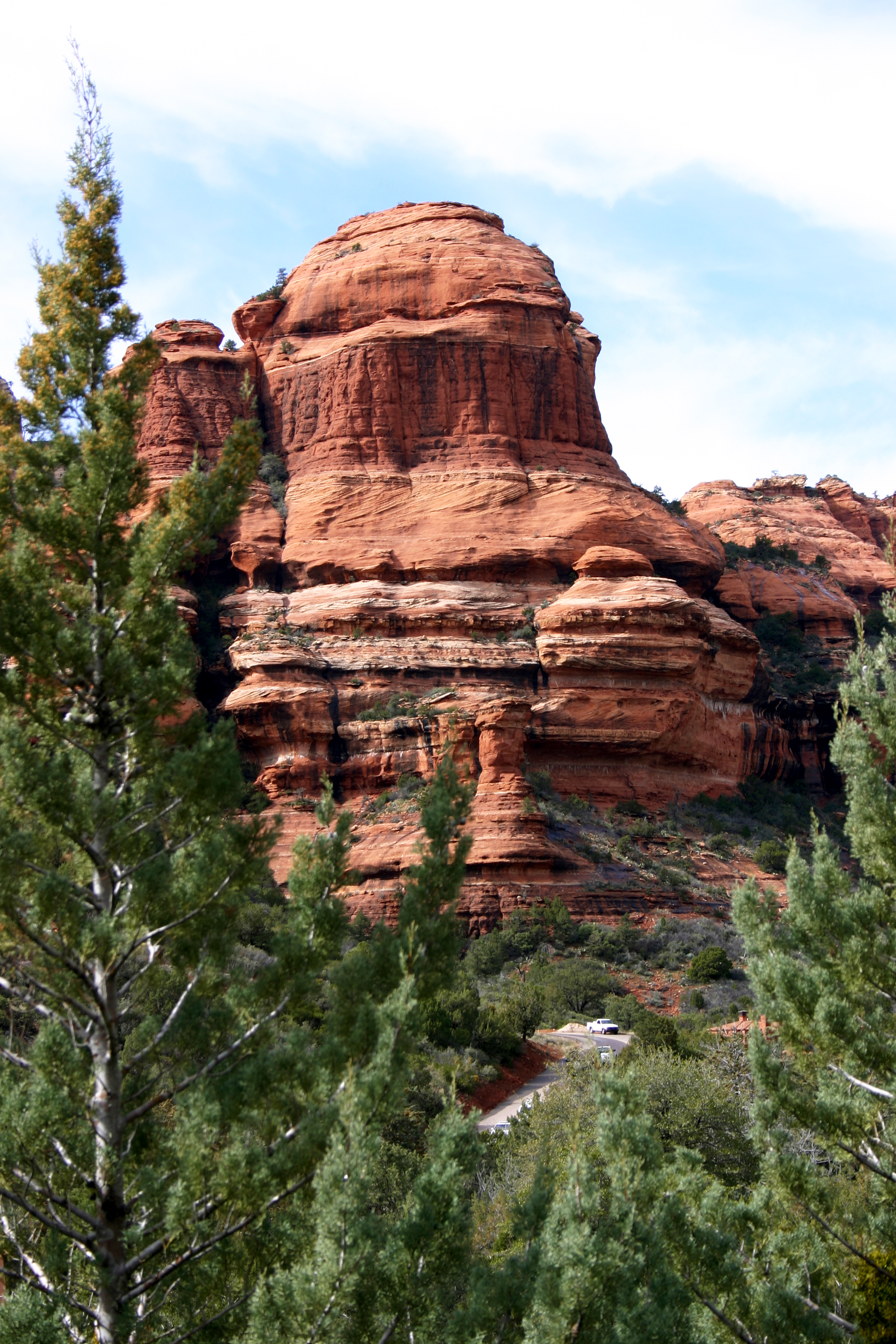
Formation de grès dans la gorge.